# Radovec Polje
Radovec Polje – wieś w Chorwacji, w żupanii varażdińskiej, w gminie Cestica. W 2011 roku liczyła 144 mieszkańców.